# Stierkopfhaie
Die Stierkopfhaie (Heterodontus), Hornhaie oder Doggenhaie sind die einzige rezente Gattung der monotypischen Familie der Heterodontidae, die wiederum allein die Ordnung der Stierkopfhaiartigen (Heterodontiformes) bildet. Ihr Verbreitungsgebiet sind die warm-gemäßigten und tropischen Meere vom westlichen Indischen Ozean bis zum östlichen Pazifik. Im Atlantik sind Stierkopfhaie nicht vertreten.

## Merkmale
Ihren deutschen Namen verdanken sie ihrem für Haie untypischen Kopf mit deutlichen Augenwülsten und der abgerundeten Schnauze. Sie haben keine Nasenbarteln. Ihre Augen haben keine Nickhaut und liegen seitlich an der Kopfoberseite (dorsolateral). 

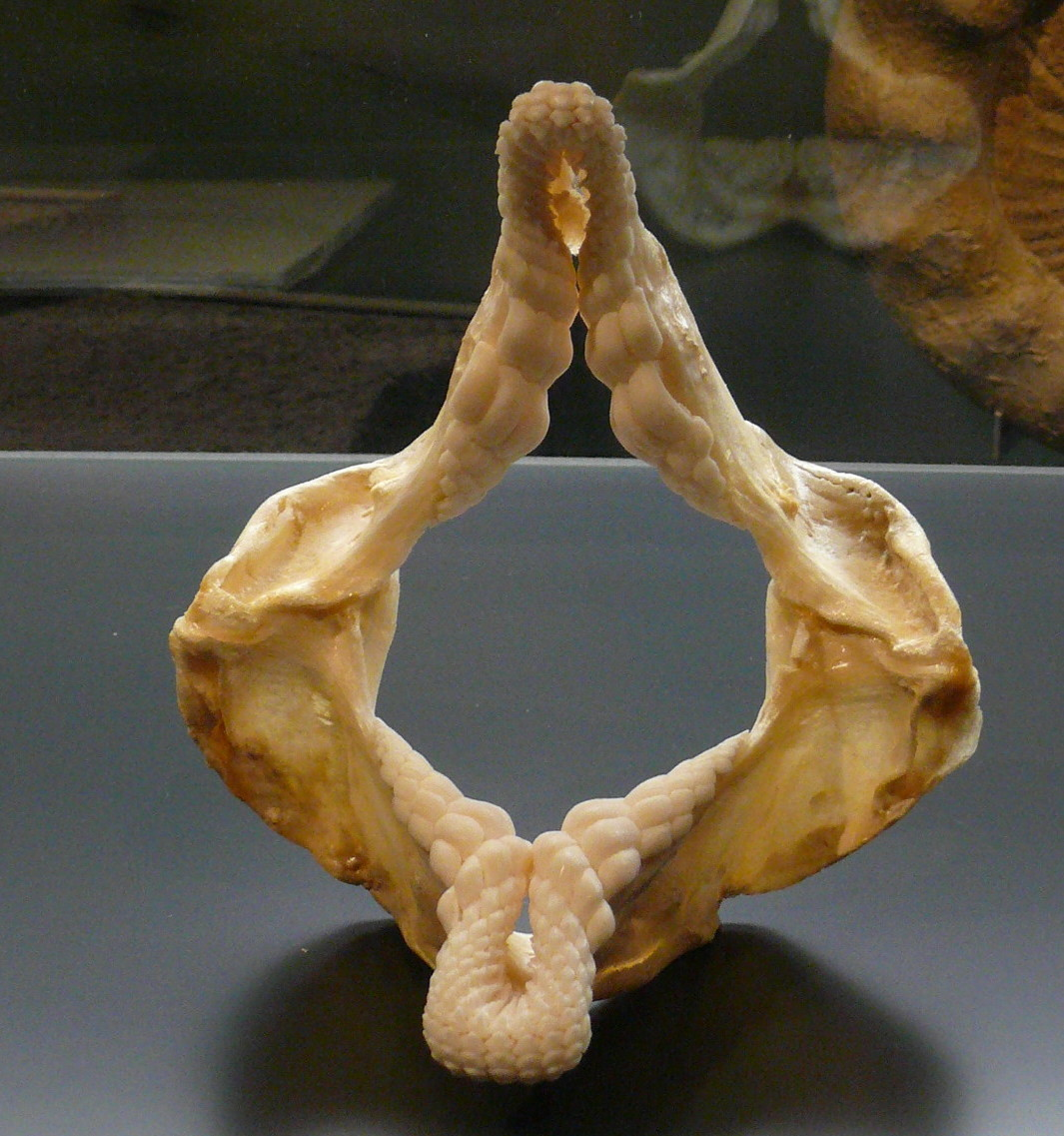
Kiefer des Port-Jackson-Stierkopfhais (Heterodontus portusjacksoni)

Das Maul ist mittelgroß, vorn mit kleinen mehrspitzigen, hinten mit abgeflachten Mahlzähnen besetzt. Der griechische Gattungsname (Heterodontus – „verschiedenartige Zähne“) nimmt darauf Bezug. Die äußeren Nasenlöcher sind klein und durch eine tiefe Falte mit dem Maul verbunden. Außerdem besitzen sie fünf Kiemenspalten, von denen die erste vergrößert ist und am weitesten unten liegt. Zwei oder drei Kiemenspalten liegen hinter der Basis der Brustflossen.
Allen Stierkopfhaien ist das Vorhandensein von Analflossen und zwei Rückenflossen (Finnen), denen jeweils ein Dorn vorangeht, gemeinsam. Im Vorhandensein der Rückenflossendorne unterscheiden sie sich von allen anderen galeomorphen Haien. Eine Afterflosse ist vorhanden. Ihr Rumpf ist zylindrisch oder seitlich leicht abgeflacht. Stierkopfhaie haben 98 bis 123 Wirbel. 

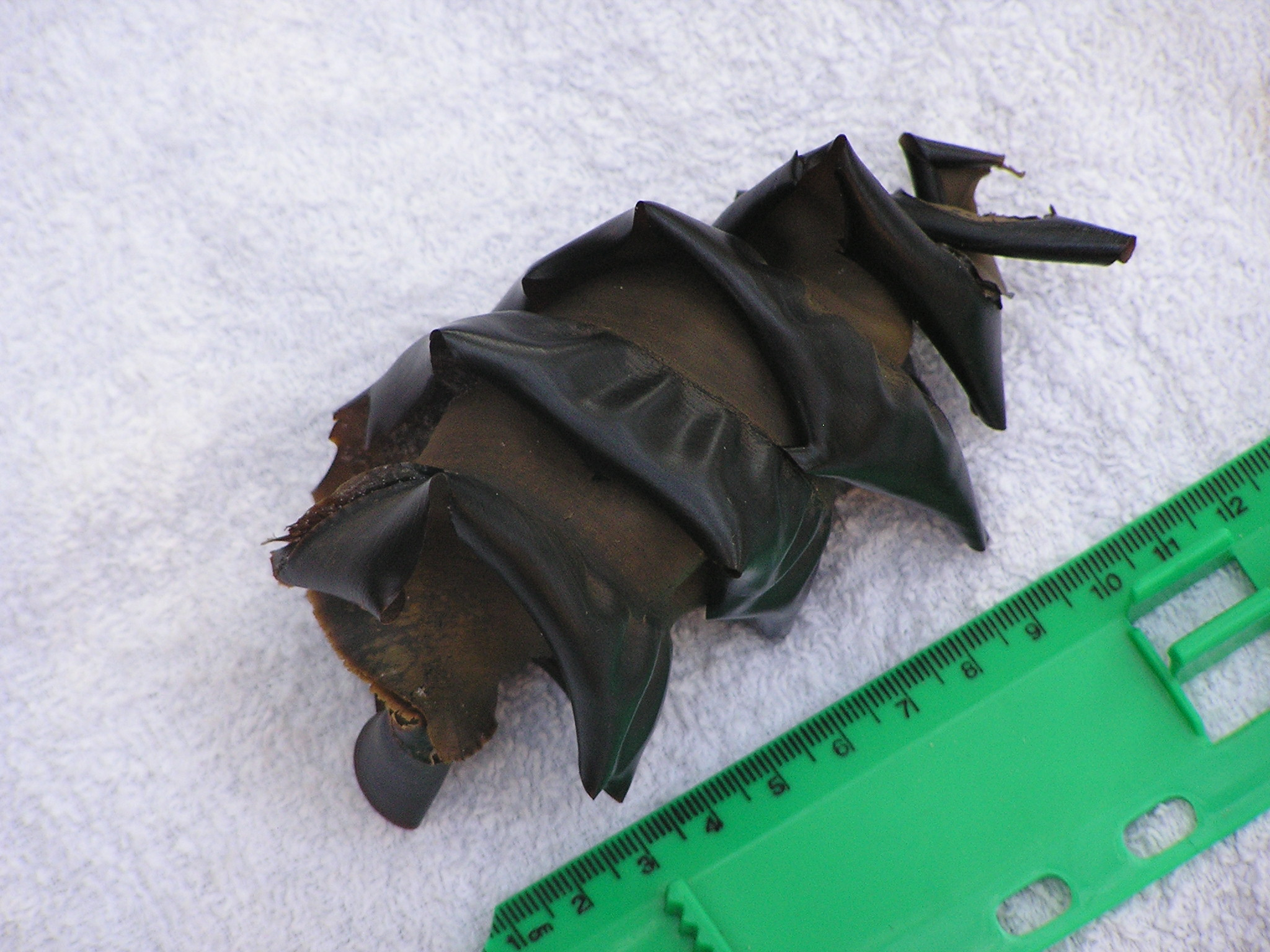
Eikapsel des Port-Jackson-Stierkopfhais

Stierkopfhaie sind kleiner als andere Haiarten. Die größte Art, der Port-Jackson-Stierkopfhai (Heterodontus portusjacksoni) oder Hornhai, wird lediglich 165 Zentimeter lang. Von dieser zuerst beschriebenen Haiart leitet sich eine der englischen Bezeichnungen für die Familie der Heterodontidae Port Jackson sharks ab.
Stierkopfhaie sind eierlegend. Die Eikapseln sind schraubenförmig.

## Lebensweise
Stierkopfhaie sind träge Grundfische, die sich hauptsächlich von Muscheln, Seeigeln und anderen hartschaligen Tieren ernähren. Sie können auf ihren paarigen Flossen über den Grund laufen und schwimmen nur gelegentlich. Ihr Lebensraum liegt auf den Kontinentalsockeln und zu Inseln gehörenden Schelfgebieten in Tiefen bis 275, meist weniger als 100 Metern. Von Tauchern belästigt beißen sie zu.

## Arten

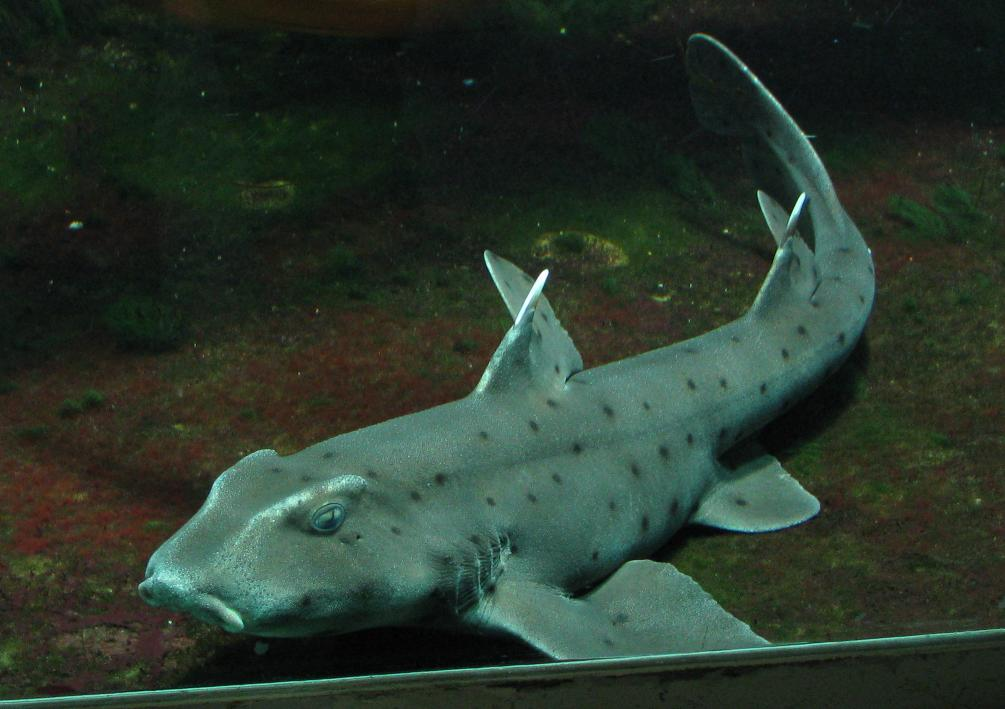
Hornhai (Heterodontus fancisci)

Es sind zehn rezente Arten beschrieben.
- Hornhai (Heterodontus francisci (Girard, 1855))
- Kamm-Stierkopfhai (Heterodontus galeatus (Günther, 1870))
- Japanischer Stierkopfhai (Heterodontus japonicus Maclay & Macleay, 1884)
- Heterodontus marshallae White, Mollen, O’Neill, Yang & Naylor, 2023[1]
- Mexikanischer Stierkopfhai (Heterodontus mexicanus Taylor & Castro-Aguirre, 1972)
- Heterodontus omanensis Baldwin, 2005
- Port-Jackson-Stierkopfhai (Heterodontus portusjacksoni (Meyer, 1793))
- Galapagos-Stierkopfhai (Heterodontus quoyi (Fréminville, 1840))
- Weißgepunkteter Stierkopfhai (Heterodontus ramalheira (Smith, 1949))
- Zebra-Stierkopfhai (Heterodontus zebra (Gray, 1831))

## Stammesgeschichte

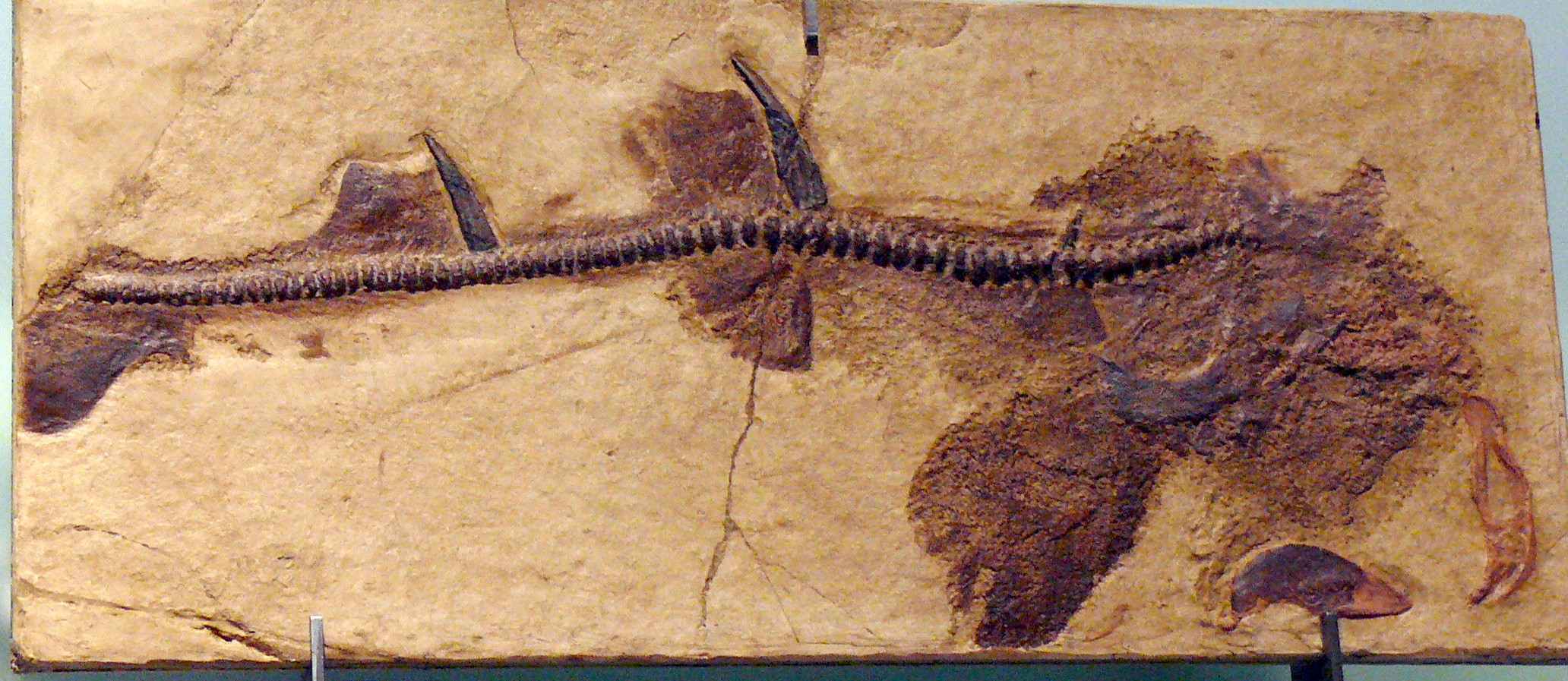
Paracestracion falcifer

Die Gattung Heterodontus ist fossil schon aus dem Oberjura bekannt.
Neben Heterodontus wird auch die oberjurassische Gattung Paracestracion der Familie Heterodontidae zugerechnet.